# Marta Mata i Garriga
Marta Mata i Garriga   (Barcelona, 22 de juny de 1926 - Barcelona, 27 de juny de 2006) fou una pedagoga, diputada i senadora socialista i presidenta del Consell Escolar de l'Estat.

## Biografia
Marta Mata i Garriga va néixer el 22 de juny del 1926 i va morir el 27 de juny del 2006. Era filla d'una altra il·lustre pedagoga catalana, Àngels Garriga, que la va influir molt en la seva vida professional. Va estudiar a les aules dels grups escolars de l'Ajuntament de Barcelona. L'any 1937 comença el batxillerat a l'Institut-Escola del Parc de la Ciutadella, dirigit per Josep Estalella. Acaba els estudis de batxillerat l'any 1943, a l'Institut Verdaguer, i inicia els de Ciències Naturals a la Universitat de Barcelona.
Llicenciada en Filosofia i Lletres per la Universitat de Barcelona el 1957, en l'especialitat de pedagogia. Va ser cofundadora de l'Associació de Mestres Rosa Sensat el 1965, que va impulsar la renovació pedagògica amb el restabliment de la democràcia a Espanya. Més endavant, participa en la creació de l'Institut de Ciències de l'Educació (ICE) de la Universitat Autònoma de Barcelona (1971) i, l'any següent, en l'inici de l'Escola de Mestres de la mateixa universitat on imparteix diversos cursos de Didàctica de la Llengua i de Pedagogia. A partir d'aquell moment desplega un extens programa d'investigació sobre l'ensenyament de la llengua catalana.
Marta Mata defensa l'educació pública entesa com a peça mestra de la millora de la societat, i el dret a l'educació, com «l'escola bona per a tots». Impulsa la creació del Patronat Municipal de Guarderies de Barcelona, l'any 1979, i també el moviment de ciutats educadores, una xarxa mundial que la porta a viatjar als Estats Units, l'Argentina, Colòmbia, Suècia, Costa Rica, Suïssa, França, Itàlia i Anglaterra.
Les seves publicacions en el camp de la pedagogia són molt nombroses. A banda dels llibres d'exercicis i de didàctica de la fonètica, la lectura i l'escriptura, crea i adapta contes infantils i escriu multitud d'articles de pedagogia i de política educativa en periòdics i revistes com Cuadernos de Pedagogía, Perspectiva escolar —impulsada per ella mateixa el 1974— o Infància, en què escriu editorials i guions temàtics en els respectius consells de redacció. Era directora pedagògica de les col·leccions Desplega Vela, La Galera d'Or, Els Llibres dels Colors, Nous Horitzons, La Ruta del Sol (totes de l'editorial La Galera), La Clau de "Rosa Sensat" (Onda) i Rondalles de Menorca. A més a més era assessora d'altres editorials com Teide i Vicens Vives o la revista Cavall Fort, així com de diverses col·leccions o llibres de caràcter educatiu. Entre les seves publicacions de caràcter polític cal destacar la declaració "Per una Nova Escola Pública" de 1975.
Entre les nombroses distincions rebudes, destaquen la medalla d'Alfons X el Savi (1990), la medalla d'Or de Barcelona al Mèrit Científic (1997) i la Creu de Sant Jordi de la Generalitat de Catalunya (1997). L'any 1999 és nomenada doctora honoris causa per la UAB, distinció que posa en relleu la seva tasca com a pedagoga, la lluita per la recuperació de la memòria històrica educativa a Catalunya després de la guerra civil i la defensa de l'escola pública, democràtica i catalana. El 2000, i en representació de l'Escola de Mestres Rosa Sensat, recull el XX Premi per la Pau, i el 2001, el premi Ramon Fuster.
En el moment de la seva mort, ocupava el càrrec de presidenta del Consell Escolar de l'Estat, el màxim òrgan de participació de la comunitat educativa. No era sinó un mirall de l'autoritat civil que va exercir Marta Mata en l'educació a Catalunya i també a l'Estat espanyol al llarg de diverses dècades.

## Carrera política
Marta Mata va ser diputada del PSC a les Corts Espanyoles l'any 1977, al Senat i diputada al Parlament de Catalunya i regidora d'Educació de l'Ajuntament de Barcelona. Des del 2004 era presidenta del principal organisme consultiu del Ministeri d'Educació, el Consell Escolar de l'Estat. Convençuda que l'educació és una responsabilitat de la societat, de la ciutat, i que la renovació pedagògica necessita una actuació política valenta, uneix les dues facetes, l'educació i la política, en la seva trajectòria vital. Durant el seu mandat com a diputada fou un dels ponents socialistes, conjuntament amb Pepe González, de la primera llei de normalització lingüística.

## Obra publicada
Tota la seva extensa bibliografia està disponible en la Biblioteca Curtó (Saifores, Banyeres del Penedès), originada a partir del fons familiar i professional d'Àngels Garriga i de la seva filla Marta Mata, i també de diversos donatius. Té les característiques i els fons de Biblioteca Escolar, Biblioteca Infantil i Juvenil (totes dues d'actualitat i en creixement), Biblioteca especialitzada en la Renovació Pedagògica del segle xx, Biblioteca local de les tres comarques del Penedès, Mediateca escolar i Arxiu de documentació pedagògica i de política educativa. El seu fons està integrat en el Catàleg Col·lectiu de Biblioteques Universitàries de Catalunya i en conveni amb la Universitat Rovira i Virgili de Tarragona.

## Llegat
Marta Mata ha estat votada en un procés participatiu realitzat al març del 2010 a Palafrugell de dones que mereixen un carrer.